# Выборы губернатора Иркутской области (2025)
Выборы губернатора состоятся в Иркутской области в период с 12 по 14 сентября 2025 года в единый день голосования.
Губернатор избирается на 5 лет. На тот же срок избранный губернатор назначает членом Совета Федерации одного из трёх протеже, заявленных при выдвижении.
На 1 января 2025 года в области было зарегистрировано 1 824 545 избирателей, из которых около 24,6 % (450 468 избирателей) в городском округе Иркутск и около 9,6 % (176 255 избирателей) в Ангарском городском округе и около 8,8 % (161 426 избирателей) в городском округе Братск. Выборы признаются состоявшимися при любой явке, так как порог явки не установлен.

## Предшествующие события
12 декабря 2019 года должность губернатора, после отставки Сергея Левченко, занял Игорь Кобзев. Он был назначен президентом Путиным как врио губернатора до избрания губернатора на выборах в сентябре 2020 года. В мае 2020 года в ходе подготовки к выборам Игорь Кобзев принял поправки в закон «О выборах Губернатора Иркутской области», допустив самовыдвижение кандидатов. Вскоре он воспользовался этой нормой и баллотировался как самовыдвиженец, но при поддержке партии «Единая Россия». На состоявшихся 13 сентября 2020 года выборах при явке 32,6 % Кобзев набрал 60 % голосов и был избран губернатором. В Совет Федерации он назначил Андрея Чернышёва, депутата Госдумы от «Единой России».

## Организация выборов
Избирательная комиссия Иркутской области состоит из 14 членов с правом решающего голоса. Действующий состав сформирован в мае 2023 года на 5 лет (2023—2028). Из 14 членов комиссии половину назначил губернатор Игорь Кобзев, половину — депутаты заксобрания Иркутской области. Должность председателя с июня 2018 года занимает Илья Дмитриев, в июне 2023 года переизбран.

### Ключевые даты
- 11 июня депутаты заксобрания Иркутской области назначили выборы на 14 сентября 2025 года — единый день голосования (за 100—90 дней до дня голосования).
- избирательная комиссия публикует календарный план мероприятий по подготовке и проведению выборов; определит число лиц, чьи подписи необходимо собрать кандидатом, а также числа муниципальных образований. Также комиссия может увеличить количество дней голосования.
- в июне — период выдвижения кандидатов (20 дней, отсчёт начинается со следующего дня после назначения выборов)
- агитационный период начинается со дня выдвижения кандидата и прекращается за одни сутки до дня голосования. Сбор подписей муниципальных депутатов для регистрации кандидата начинается после представления в избирательную комиссию заявления кандидата о согласии баллотироваться.
- конец июня - начало июля (21—30 дней со дня публикации решения о назначении выборов) — представление документов для регистрации кандидатов; к заявлениям должны прилагаться листы с подписями в поддержку кандидата и список из трёх кандидатов на должность члена Совета Федерации
- решение избирательной комиссии о регистрации кандидата — в течение 10 дней со дня подачи документов в избирком
- с 16 августа по 12 сентября — период агитации в СМИ (начинается за 28 дней до дня голосования)
- 13 сентября — «день тишины»
- 14 сентября — день голосования

## Кандидаты
В Иркутской области кандидаты на пост губернатора Иркутской области могут быть выдвинуты зарегистрированными политическими партиями или в порядке самовыдвижения. Кандидат на пост губернатора Иркутской области должен быть гражданином России не моложе 30 лет, не должен иметь иностранного гражданства или вида на жительство. Каждый кандидат для регистрации должен собрать не менее 5% подписей глав и депутатов муниципальных образований. Кроме того, самовыдвиженцы должны собрать 0,5% подписей жителей Иркутской области.
| Кандидат | Кандидат                     | Деятельность/должность (на момент выдвижения)                                        | Субъект выдвижения                | Статус                               | Кандидаты в Совет Федерации |
| -------- | ---------------------------- | ------------------------------------------------------------------------------------ | --------------------------------- | ------------------------------------ | --- |
|          | Сергей Афанасьевич Гагаркин  | президент ГСА                                                                        | самовыдвижение                    | утратил статус выдвинутого кандидата | — |
|          | Виктор Владимирович Галицков | первый заместитель главы Ушаковского муниципального образования                      | ЛДПР                              | зарегистрирован                      | |
|          | Лариса Игоревна Егорова      | депутат Законодательного Собрания Иркутской области                                  | «Справедливая Россия — За правду» | зарегистрирована                     | |
|          | Игорь Иванович Кобзев        | действующий губернатор Иркутской области                                             | «Единая Россия»                   | зарегистрирован                      | - Кузьма Алдаров, первый заместитель председателя Законодательного собрания Иркутской области - Наталья Дикусарова, заместитель председателя Законодательного собрания Иркутской области, руководитель фракции «Единая Россия» - Андрей Чернышёв, действующий сенатор от Иркутской области |
|          | Сергей Георгиевич Левченко   | первый секретарь областного отделения КПРФ, депутат Государственной думы VIII созыва | КПРФ                              | зарегистрирован                      | - Вячеслав Мархаев, депутат Государственной думы VIII созыва - Ольга Носенко, секретарь Иркутского обкома КПРФ - Илья Сумароков, директор СХПК «Усольский свинокомплекс» |
|          | Александр Алексеевич Плескач | домохозяин                                                                           | самовыдвижение                    | утратил статус выдвинутого кандидата | — |